# Наталија Мунк
Наталија Нети Мунк, рођена Тајтацак (Београд, 1864 — Београд, 8. април 1924) била је српска хуманитарна радница добровољна болничарка. Учествовала је у Српско-бугарском рату, оба Балканска и у Првом светском рату. За свој хуманитарни рад у рату и у миру одликована је бројним признањима.

## Живот Наталије Мунк
Наталија Нети Мунк, рођена је 1864. године у Београду, у породици Натана Тајтацака, сиромашног београдског занатлије. Као дете је запамтила Српско-турске ратове (1876–1878) и можда је баш то преживљавање определило њен будући добровољни рад.
Као добровољна болничарка пријавила се први пут са 20 година, у време Српско-бугарског рата 1885. и касније учествовала у свим ратовима које је Србија водила за независност, ослобођење и уједињење.
По завршетку Првог светског рата наставила је да се бави хуманитарним радом. Била је чланица Управног одбора Јеврејског женског друштва, Савеза ратних добровољаца и српског Црвеног крста. За свој хуманитарни рад одликована је Медаљом Црвеног крста и Крстом милосрђа.
Била је удата за Гутмана Мунка, кројача који се у Београд доселио из Аустрије. Гутман је држао малу кројачку радњу у улици Вука Караџића и код њега су шили одела виђенији београдски трговци гросисти. Гутман и Наталија Мунк имали су седморо деце.
Наталија Мунк умрла је у Београду, 8. априла 1924. године. Почев од 1885. године, па све до до своје смрти била је један од најагилнијих чланова српскога друштва. Зато је њена сахрана била врло свечана. До вечне куће испратили су је грађани и војска, многобројне корпорације и добровољци. Поводом њене смрти Београдском дневном листу „Политика“ осванула је следећа објава:
| „ | ...данас (у десет часова) Наталија Мунк мирно ће лећи у топлу груду оне земље, коју је она, не само искрено љубила, већ којој се у пуној мери и одужила | ” |

## Добровољно ангажовање у ратовима
Наталија Мунк први пут се као добровољна болничарка пријавила у време Српско-бугарског рата 1885. године, када јој је било 20 година.

### Српско-бугарски рат
Током свог првог ангажовања као добровољне болничарке, у време Српско-бугарског рата (1885), Наталија Мунк у болници у Доњем Граду негује рањенике и болеснике Захваљујући самопрегорном раду и пожртвованости убрзо је постала главна надзорница. Одликована је Сребрном медаљом краљице Наталије.
Од тога доба име Наталије Мунк није скидано са позорнице добротворнога и хуманога рада у свим правцима друштвеног живота Краљевине Србије. Сва хумана друштва, Добровољачко удружење а нарочито Српски црвени крст имали су у њој једну сарадницу ненадмашне енергије.

### Балкански ратови
У време балканских ослободилачких ратова, 1912—1913. године, Наталија Мунк наставља свој хуманитарни рад. У Четрнаестој резервној болници, као добровољна болничарка, неговала је оболеле од тифуса и колере. Тада је и сама добила трбушни тифус. Чим је мало прездравила почела је са прикупљањем ратног санитетског материјала и наставила свој хумани посао добровољне болничарке.

### Први светски рат
По избијању Првог светског рата Наталија Мунк поново се ангажује као добровољна болничарка и већ 1914. поново се разбољева, током епидемије пегавог тифуса, што је ни овога пута није спречило да настави са радом чим је прездравила. Већ наредне године, у време повлачења српске војске, Нети је сама, без ичије помоћи прикупила нешто материјала и средстава и организовала у Крушевцу војну болницу, где је покушала да се задржи до повратка српске војске у земљу. Међутим, за време окупације, због присмотре и анонимних дојава била је привођена и затварана. Два пута је оптуживана, да би најзад била изведена и предсуд под оптужбом да је „прикупљала прилоге за снабдевање српских комита”.

## Одликовања
За свој добровољни рад милосрдне сестре болничарке Наталија Нети Мунк је добила бројна признања и одликовања. за свој предани рад одликована Златном и Сребрном медаљом краљице Наталије, два пута Орденом Светог Саве, Споменицама свих ратова од 1885. до 1918. године, Медаљом Црвеног крста и Крстом милосрђа. Добила је и највеће српско војничко одликовање, Карађорђеву звезду с мачевима. Захваљујући своме раду, Нети је без претходне најаве била примана код старог краља Петра I Карађорђевића.